# 다르마키르티

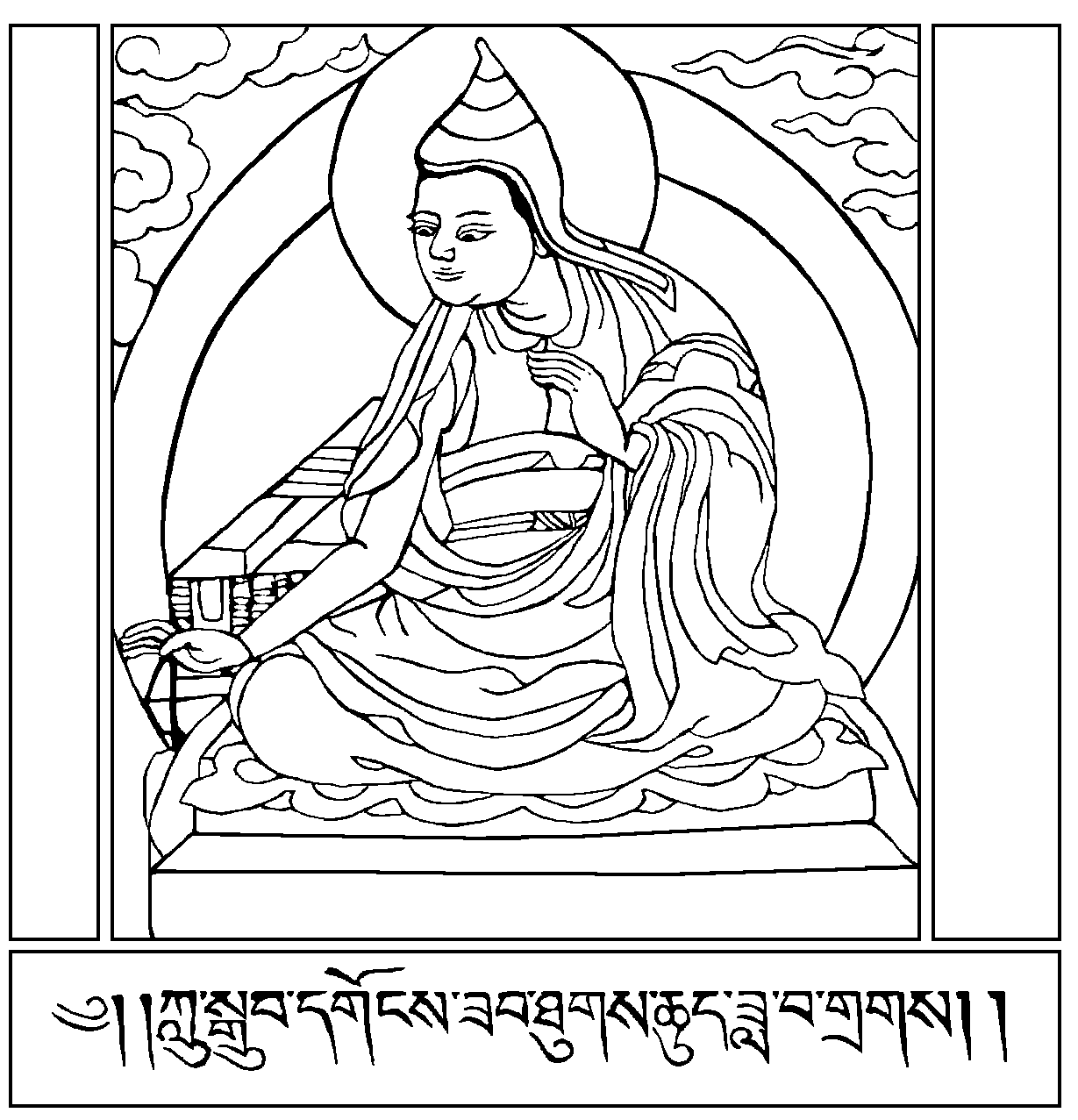

다르마키르티(산스크리트어: धर्मकीर्तिः, Dharmakīrti, 티베트어: ཆོས་གྲགས།, 생몰년 미상)는 6, 7세기경의 인도의 불교 사상가이다. 오늘날의 인도 데칸 지방 출신으로 알려져 있다. 한역된 명칭으로 법칭(法稱)이라 불리기도 한다.
인도에 유학하러 온 중국 당의 승려 현장이나 의정과도 교류가 있었다. 그는 디그나가(진나)의 저서인 《집량론》(集量論)을 주석하였는데, 그 저서들은 다음과 같다.
1. ⟪양평석⟫(量評釋, 티베트어: ཚད་མ་རྣམ་འགྲེལ་, Pramāṇavārttika)
2. ⟪정량론⟫(定量論, 티베트어: ཚད་མ་རྣམ་པར་ངེས་པ་, Pramāṇaviniścaya)
3. ⟪이적론⟫(理滴論, 티베트어: རིགས་པའི་ཐིགས་པ་, Nyāyabindu)
4. ⟪인적론⟫(因滴論, 티베트어: གཏན་ཚིགས་ཐིགས་པ་, Hetubindu)
5. ⟪관계론⟫(關係論, 티베트어: འབྲེལ་བ་བརྟག་པ་, Saṃbandhaparīkṣā)
6. ⟪쟁리론⟫(諍理論, 티베트어: རྩོད་པའི་རིགས་པ་, Vādanyāya)
7. ⟪오타론⟫(悟他論, 티베트어: རྒྱུད་གཞན་གྲུབ་པ་, Saṃtānāntarasiddhi)

등이 있다. 이들 저서를 통칭하여 《인명칠론⟫(因明七論) 혹은 《칠부량론⟫(七部量論)이라 부른다.
다르마키르티는 진나의 지식론을 이어받아 이를 발전시켰고, 보다 확실한 이론으로 정립하였다. 법칭 이후의 불교나 인도의 철학파들의 인식론과 논리학(인명因明)은 법칭으로부터 중대한 영향을 받았다.
예를 들어 지각과 추리를 구별하는 것을 엄밀하게 규정하고, 추론식의 증인(証因, 중개명사)을 갖춰야 할 세 가지 조건에 대한 이론을 엄밀화하고, 논리적으로 필연적인 관계를 동일성과 인과성의 두 종으로 한정하고 부정적 추리 이론을 완성하였으며, 진나의 유명론(唯名論)적인 개념론을 보다 발전시켜 주사(주개념)와 빈사(빈개념)와의 편충 관계의 상위성을 토대로 긍정명제를 삼종으로 구분하는 등의 획기적인 업적을 남겼다.

## 같이 보기
- 디그나가
- 유식학